# Keresztény Gabriella
Keresztény Gabriella (Bielek Elemérné) (Sajószentpéter, 1954. február 7. –) magyar újságíró.

## Élete
1974-1977 között a Debreceni Tanítóképző Főiskola hallgatója volt. 1977-1978 között elvégezte a MÚOSZ Újságíró Iskolát.
Érettségi után a miskolci Déli Hírlap külső munkatársa lett. 1975-ig szakkönyvtáros volt. 1975-től öt évig a Diósgyőri Munkás című üzemi lap munkatársa volt. 1980-1986 között az Észak-Magyarországnál dolgozott. 1985 óta riportokat ír az Élet és Irodalomba. 1986-2000 között a Szabad Föld munkatársa, majd főmunkatársa volt. 1989 óta a Heti Hírnök állandó külső munkatársa.

## Művei
- Cserehát fényei (szociográfia, 2000)

## Díjai
- Táncsics Mihály-díj (1998)